# قانون گادوین

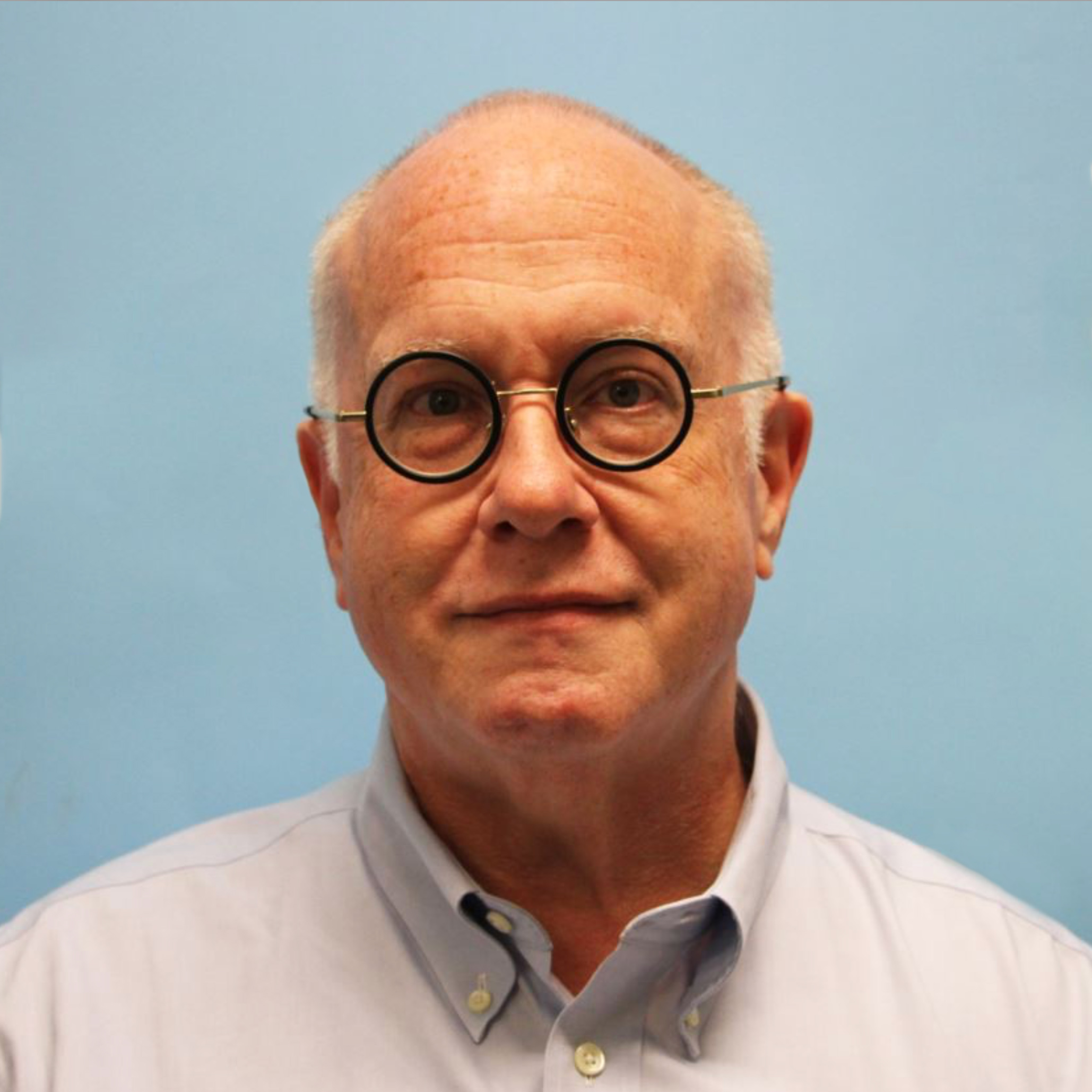
مایک گادوین

قانون گادوین، یا قاعده قیاس‌های نازی گادوین، یک کلام قصار آمیخته به طنز در حوزه اینترنت  است که در مورد بحث‌های آنلاین بکار می‌رود.
بنا بر این قانون، با طولانی شدن یک بحث آنلاین، احتمال وجود یک مقایسه شامل «نازیسم» یا «آدولف هیتلر» در آن به سمت یک میل می‌کند.
به دیگر سخن، در هر بحث آنلاین فارغ از موضوع و وسعت آن، هرچه بحث طولانی‌تر شود، احتمال اینکه یکی از طرفین مقایسه‌ای با آدولف هیتلر یا نازیسم انجام دهد، بیشتر می‌شود.
در سال ۲۰۱۲ میلادی، «قانون گادوین» به عنوان یک مدخل در ویرایش سوم فرهنگ انگلیسی آکسفورد وارد شد.